# あづみ農業協同組合
あづみ農業協同組合（あづみ のうぎょうきょうどうくみあい）は、長野県安曇野市に本部を置く農業協同組合。通称JAあづみ。安曇野の大部分を管轄する総合農協である。

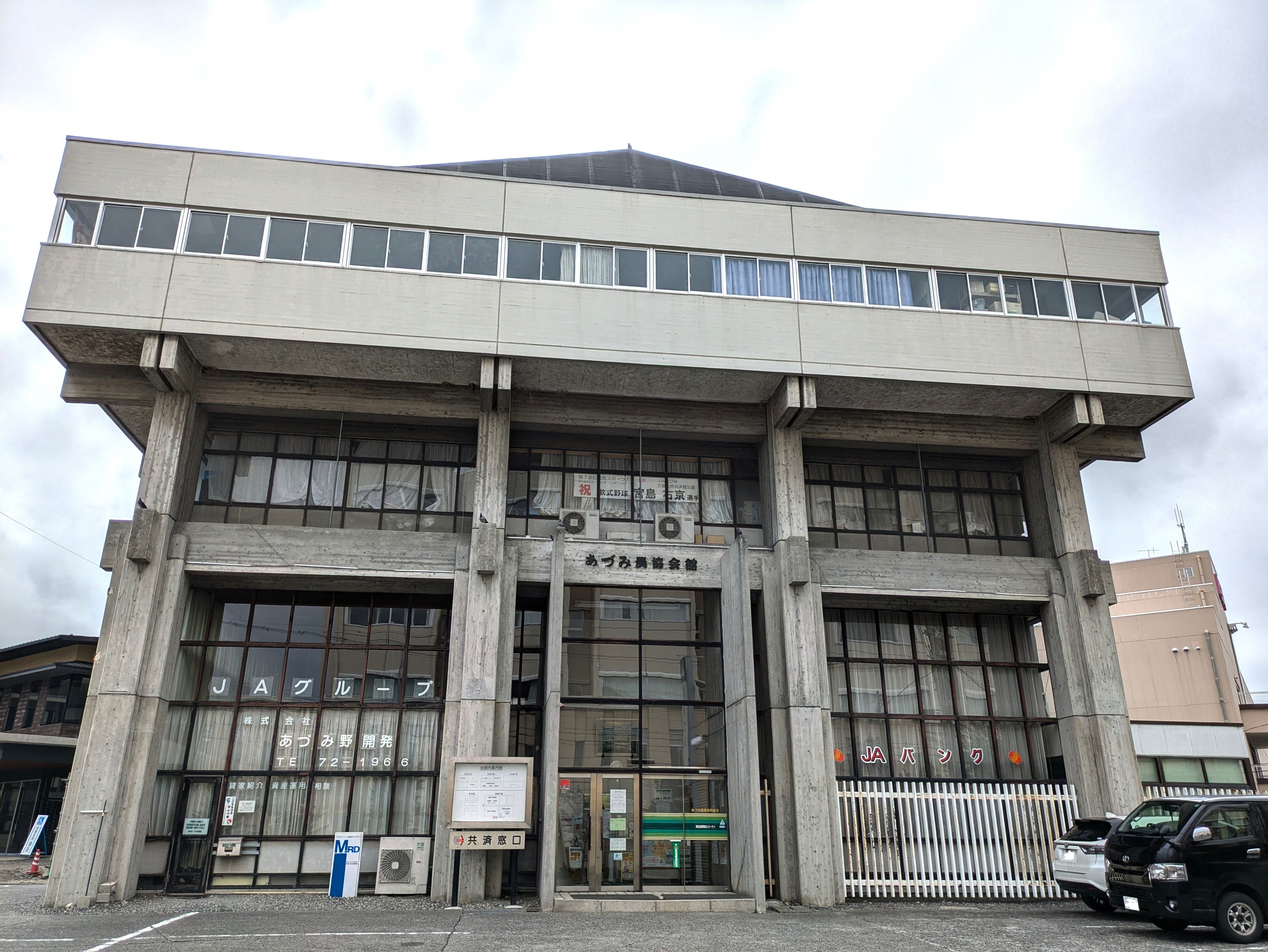
2024年10月29日建替前の旧本所

## 沿革
- 1966年3月1日 - 南安曇郡の農協が広域合併（穂高町北穂高、穂高町、西穂高、烏川、三田、豊科町豊科、南穂高、上川手、高家、明盛、小倉、倭、梓、安曇村島々、大野川）
- 2024年10月29日 - 本所の建替工事が完成し開所記念式典が行われる[1]。

## 所管区域
- 安曇野市（豊科・穂高・三郷・堀金地区）
- 松本市（梓川・安曇・奈川地区）

安曇野市明科地区は松本ハイランド農業協同組合、池田町及び松川村は大北農業協同組合の所管となっている。

## 主な産物
主な産物は稲作（コシヒカリ）、アスパラガス、加工用トマト、ナシ、リンゴのほか、花卉栽培や畜産（おもに山間部）も盛んに行われている。

## 店舗・施設

### 支所・支店
| 店舗コード | 店舗名             | 所在地                 |
| ---------- | ------------------ | ---------------------- |
| 100        | 本所               | 安曇野市豊科4270-6     |
| 002        | 穂高支所           | 安曇野市穂高2473-1     |
| 004        | 堀金支所           | 安曇野市堀金烏川2764-1 |
| 006        | 豊科支所           | 安曇野市豊科2400       |
| 013        | 梓川支所           | 松本市梓川梓2348-4     |
| 016        | 穂高支所有明出張所 | 安曇野市穂高有明1766-3 |
| 018        | 三郷支所           | 安曇野市三郷温2267-2   |

### 直売所
- あづみ野ふる里市
- 穂高農産物直売所
- 安曇野スイス村ハイジの里
- JAファームみどりの店

### JAホール
- JAあづみ有明ホール
- JA虹のホールとよしな
- JA虹のホールあずさがわ

### ガソリンスタンド
- 安曇野インターSS
- 有明SS
- 烏川SS
- 温SS
- 倭SS
- 大野川SS
- 奈川SS